# La Morera (Manresa)
La Morera o Mas Morera és una casa senyorial del municipi de Manresa (Bages) protegida com a bé cultural d'interès local.

## Història
Originalment, l'edifici era un mas del predi propietat del Convent de Sant Domènec (Manresa) que fou venut a particulars després de la Desamortització. Entre 1903 i 1905, l'arquitecte Ignasi Oms convertí el mas en una residència senyorial per a l'industrial tèxtil Josep Portabella i Cots.
La casa va pertànyer posteriorment als propietaris de la sabateria Torra de Manresa, que la va mantenir en bon estat. A 2021, el titular era vidu de la mare de la família Torra, que la va posar en venda.
El febrer de 2022 la parella de cantants Rosalia i Rauw Alejandro s'han interessat per adquirir la propietat. L'abril de 2024 Rauw Alejandro es ven el mas que va comprar a Manresa per a la cantant com a regal de noces.

## Descripció
L'edifici està format per dos cossos units en forma de L. Un d'ells, el més antic, de llenguatge neoclàssic, consta de planta baixa, pis i golfes. La planta baixa està coberta amb voltes de pedra. Un cos perpendicular a aquest de manera que tanca la L, està destinat a celler.

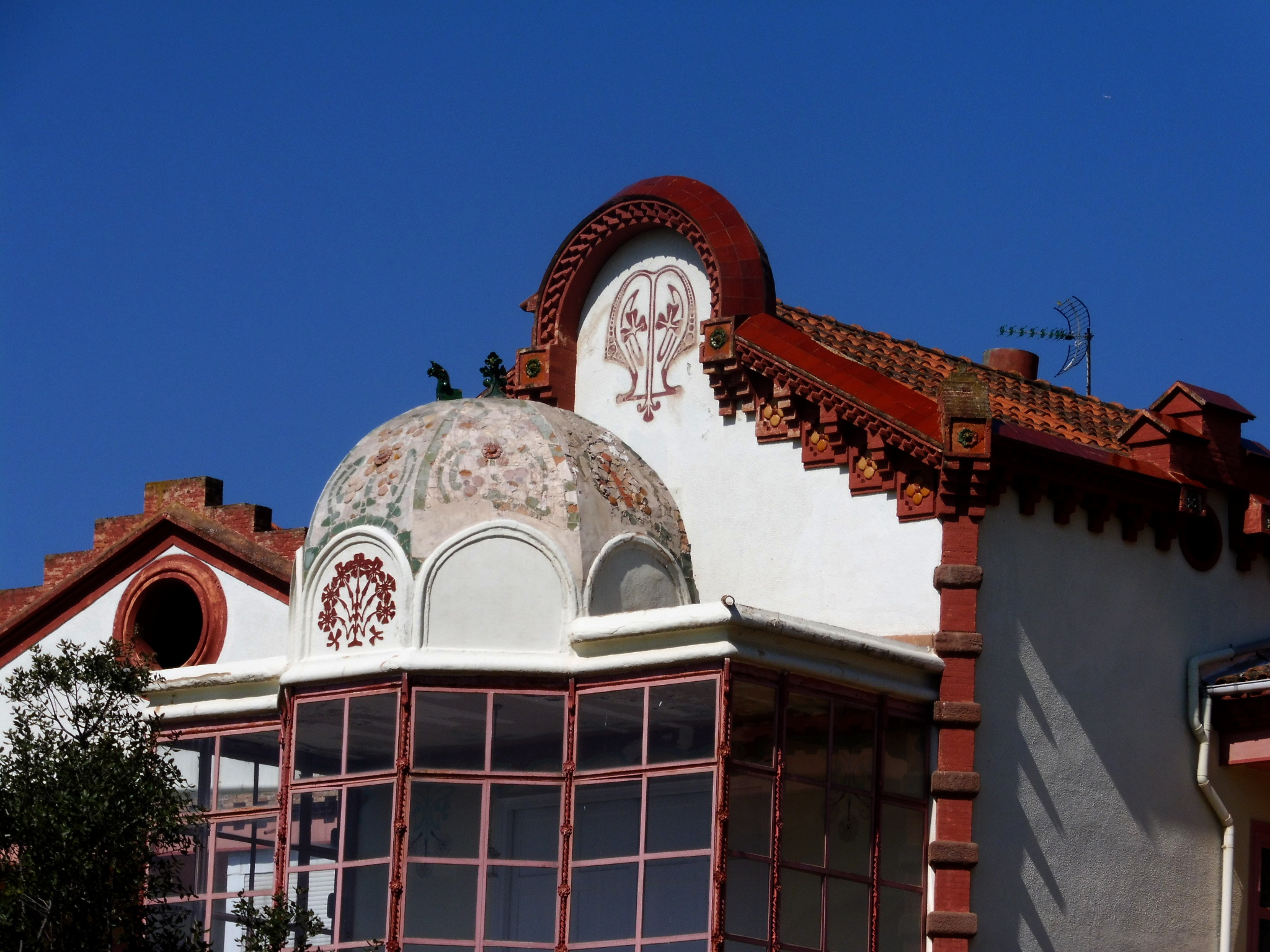
Detall de la decoració

El cos nou, de llenguatge modernista, consta de planta baixa i pis. La planta baixa és de pedra (incloent el garatge i magatzem). Pel que fa a planta pis, magnífica galeria a migdia i a ponent, amb mirador-tribuna cap a Montserrat, suportada per permòdols de ferro artísticament treballats. L'estructura de la galeria és de ferro de fosa, amb sostres i parets pintades. Obertures ricament decorades amb trencaaigües de totxo i estucs.
Una balconada al pis principal uneix els dos edificis. La part modernista presenta una decoració rica en cornises i capcers, amb gelosia sota teulada feta de totxo vist i ceràmica. Els vitralls de galeria són emplomats, i també els d'obertures.
Totes les cobertes vessen a dues aigües.